# ستاره نوع بی رشته اصلی
ستاره نوع بی رشتهٔ اصلی (انگلیسی: B-type main-sequence star) یا (B V) یک ستارهٔ رشتهٔ اصلی (هیدروژن سوز) از نوع طیفی B و کلاس درخشندگی V است. جرم این گونه از ستارگان از ۲ تا ۱۶ برابر خورشید و دمای سطح آن
ها بین ۱۰۰۰۰ تا ۳۰۰۰۰ کلوین است. ستاره‌های نوع B بسیار درخشان و آبی‌رنگ هستند. طیف آنها دارای هلیوم خنثی است که در زیر کلاس B2 برجسته تر است و خطوط هیدروژن متوسطی دارد. به عنوان مثال می‌توان به قلب‌الاسد و راس‌الغول اشاره کرد.
این دسته از ستارگان با [[|کاتالوگ ستارگان درخشان توالی طیف‌های ستاره‌ای]] هاروارد]] معرفی و در کاتالوگ نورسنجی تجدید نظر شده هاروارد منتشر شد. تعریف ستارگان نوع B وجود خطوط هلیوم غیریونیزه با عدم وجود هلیوم یونیزه منفرد در بخش آبی-بنفش طیف بود. همه طبقات طیفی، از جمله نوع B، با یک پسوند عددی تقسیم شدند که نشان‌دهندهٔ درجه نزدیک شدن آنها به طبقه‌بندی بعدی است؛ بنابراین B2 1/5 مسیر از نوع B (یا B0) تا نوع A است.[۵][۶]